# Réservoir de L'Haÿ-les-Roses
Le réservoir de L'Haÿ-les-Roses est l'un des cinq principaux réservoirs d'eau de la ville de Paris, construit en 1969 et alimentant une grande partie du sud et du sud-ouest de la capitale en eau. Il est géré par la régie municipale Eau de Paris.

## Historique
Dernier réservoir de Paris construit en 1969 sur le territoire de la commune de L'Haÿ-les-Roses – concluant un projet amorcé à la fin des années 1950 et ayant inclut la construction en 1963 du réservoir des Lilas similaire –, le réservoir de l'Haÿ-les-Roses recueille et stocke l'eau produite par la station de filtrage d'Orly sur la Seine au sud de Paris. Il alimente la Ville de Paris et a une capacité de stockage de 230 000 m3, ce qui représente environ un peu plus d'un tiers théorique de la consommation quotidienne des habitants de Paris.

## Caractéristiques techniques
La capacité de stockage du réservoir est répartie dans quatre compartiments. Il est géré par la régie municipale Eau de Paris. C'est l'un des cinq principaux réservoirs d’eau potable alimentant la Ville de Paris et c'est le deuxième plus gros en termes de capacité. C'est un réservoir hors-sol, s'étendant sur 22 575,5 m2, hébergé dans un bâtiment d'une dizaine de mètres de haut.
Des panneaux photovoltaïques sont présents sur une majeure partie de son toit sur une surface de 11 800 m2 couverts, faisant en 2017 du réservoir de l'Haÿ-les-Roses la plus importante centrale photovoltaïque sur toiture de la région :
- 6 578 panneaux REC 285 TP, d'une puissance unitaire de 285 Wc et d’un bilan carbone de 442 kgCO2/kWc.
- 1 600 MWh/an directement réinjectés dans le réseau électrique local, soit la consommation électrique annuelle de 500 foyers (hors chauffage et eau chaude sanitaire).